# Riksmötet 1995/1996
Riksmötet 1995/96 var Sveriges riksdags verksamhetsår 1995–1996. Det pågick från riksmötets öppnande den 3 oktober 1995 till riksmötets avslutning den 12 juni 1996.
Riksdagen extrainkallas 12 juli 1996 för ekonomisk politik och arbetslöshet.
Riksdagens talman under riksmötet 1995/96 var Birgitta Dahl (S).